# Tüzes tarkalepke

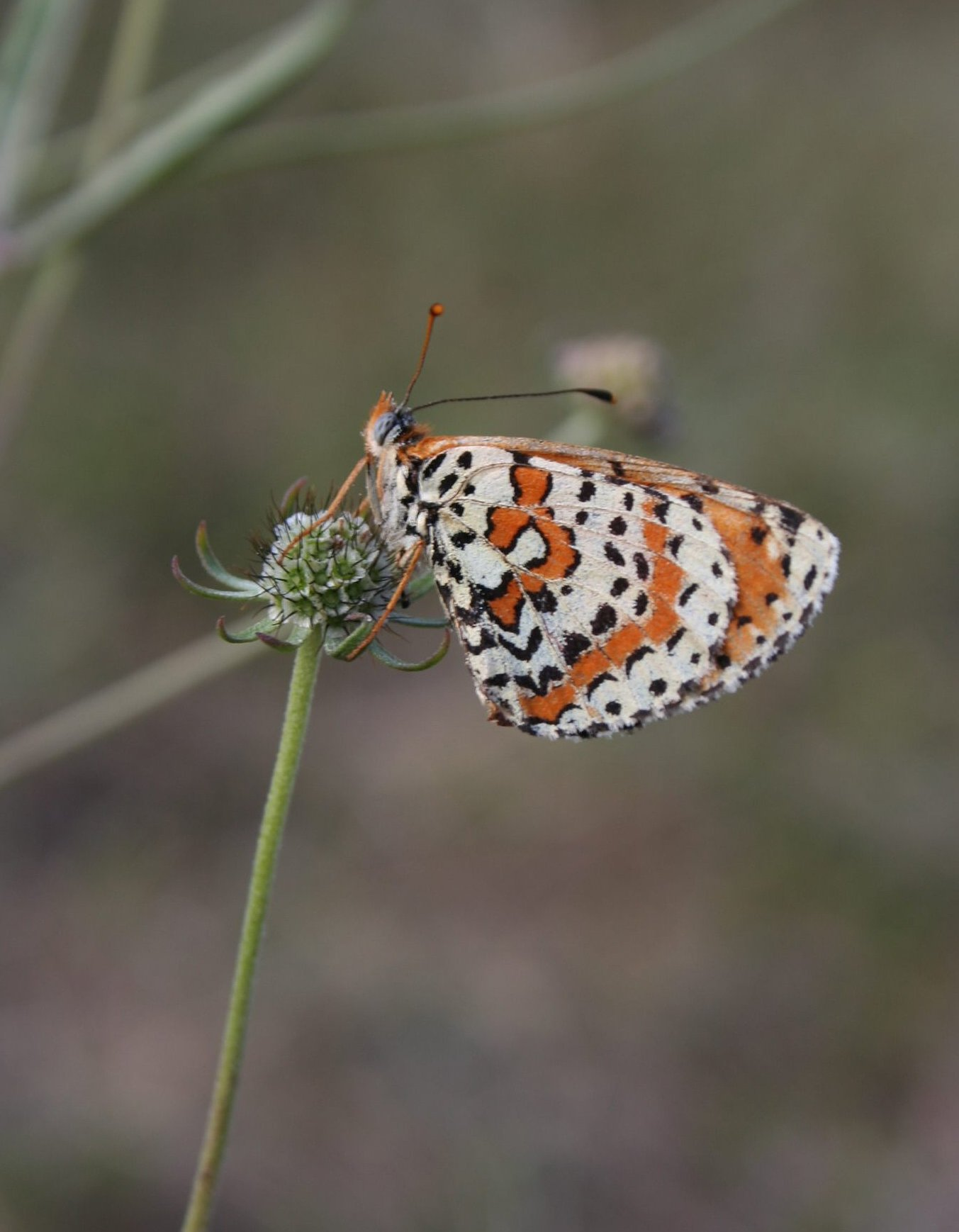
Szárnyának csíkos fonákja

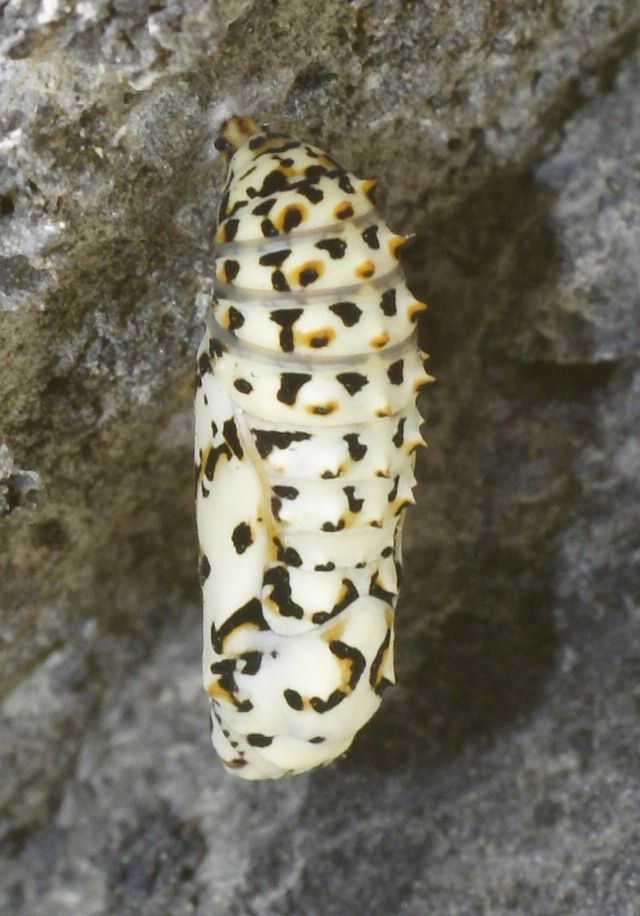
Tüzes tarkalepke bábja

A tüzes tarkalepke (Melitaea didyma) a rovarok (Insecta) osztályának lepkék (Lepidoptera) rendjébe, ezen belül a tarkalepkefélék (Nymphalidae) családjába tartozó faj.

## Elterjedése
Eurázsiai faj; törzsalakja Közép-Európában él. Magyarországon általánosan elterjedt és gyakori. Hazánkban két alfaja fordul elő:
- Melitaea didyma ssp. crasnensis,
- Melitaea didyma ssp. austria

— utóbbi csak Nyugat-Magyarországon.

## Megjelenése
Szárnyának fesztávolsága kb. 34–36 mm. A nőstény valamivel nagyobb a hímnél. A többi Melitaea fajnál kevésbé mintázott. A hátulsó szárnyak krémfehér alapszínű feketén pettyezett fonákján két tűzvörös harántsáv húzódik. A nőstény barnásvörös, zöldes árnyalatú.
Elülső szárnyán a külső fekete szegélyt csak helyenként vagy egyáltalán nem kötik össze az érközökben kicsúcsosodó ívek a belső fekete foltsorral. A foltsor pettyeinek többsége elszigetelt, legfeljebb csak a cu erek végződésénél kapcsolódik. A hím alapszíne élénk tűzvörös, változatos, szabálytalan alakú foltjai koromfeketék. A legnagyobbak a kacskaringós középső sor foltjai. Hátulsó szárnyának foltsorainak lefutása egyenletesebb. A tőteret változatos kiterjedésű fekete behintés vagy foltok tarkítják. A hátsó szárny fonákja krémszínű, sárgásfehér, esetleg finom zöldes hintéssel. A tőtéren végighúzódó kanyargós, elágazó, vörös sáv a középtéren lapos hullámot vet. A kapilláris csík helyén az érközökben fekete pontok vannak, az erek végén, a rojtban pedig apró, fekete vonalkák.
Potroha finoman gyűrűs.
A hernyó kékesszürke, durva sárgásfehér pontokkal, sárga oldalvonalakkal és vörösessárga áltüskékkel.

## Életmódja

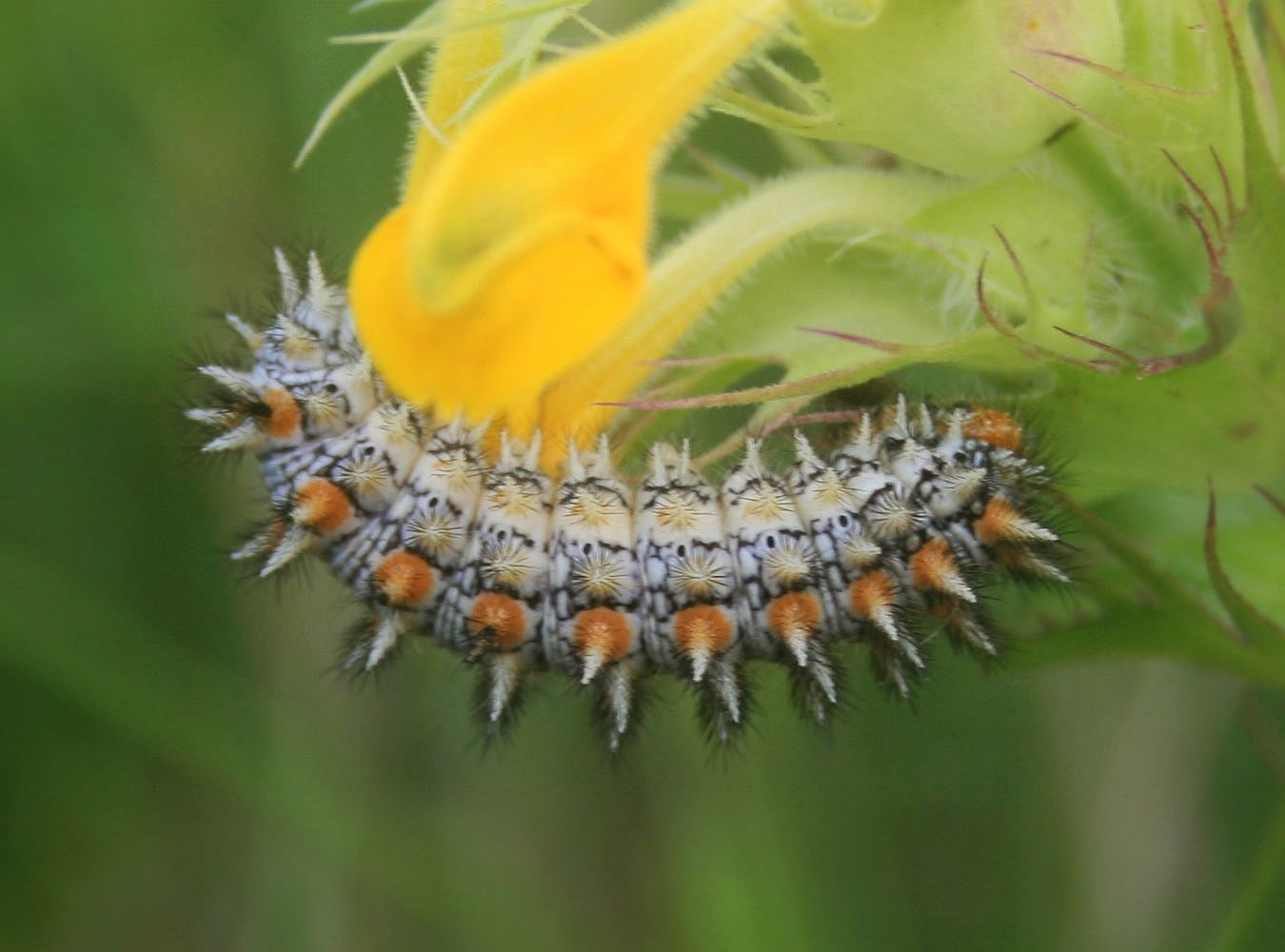
A hernyó

Az oligofág hernyó lágyszárúak leveleit rágja. Fő tápnövényei:
- az Plantago spp. és
- a gyújtoványfű (Linaria spp.) fajok.

További tápnövényei:
- Veronika (Veronica),
- macskagyökér (Valeriana)
- ökörfarkkóró (Verbascum)

A lepke nektárt szív. Hernyó állapotban telel át.
Magyarországon májustól júliusig repül. A M. d. ssp. austria alfajnak évente egy nemzedéke fejlődik ki, a M. d. ssp. crasnensisnek pedig hegy- és dombvidékeken egy, az Alföldön (a Tiszántúlon) viszont kettő.
Száraz, meleg helyeken: gyepekben, kaszálókon, virágos réteken, sziklafüves hegyoldalakon él kb. 2000 m magasságig. A hagy- és dombvidékeken gyakoribb, mint a síkon.

## Alfajok, változatok

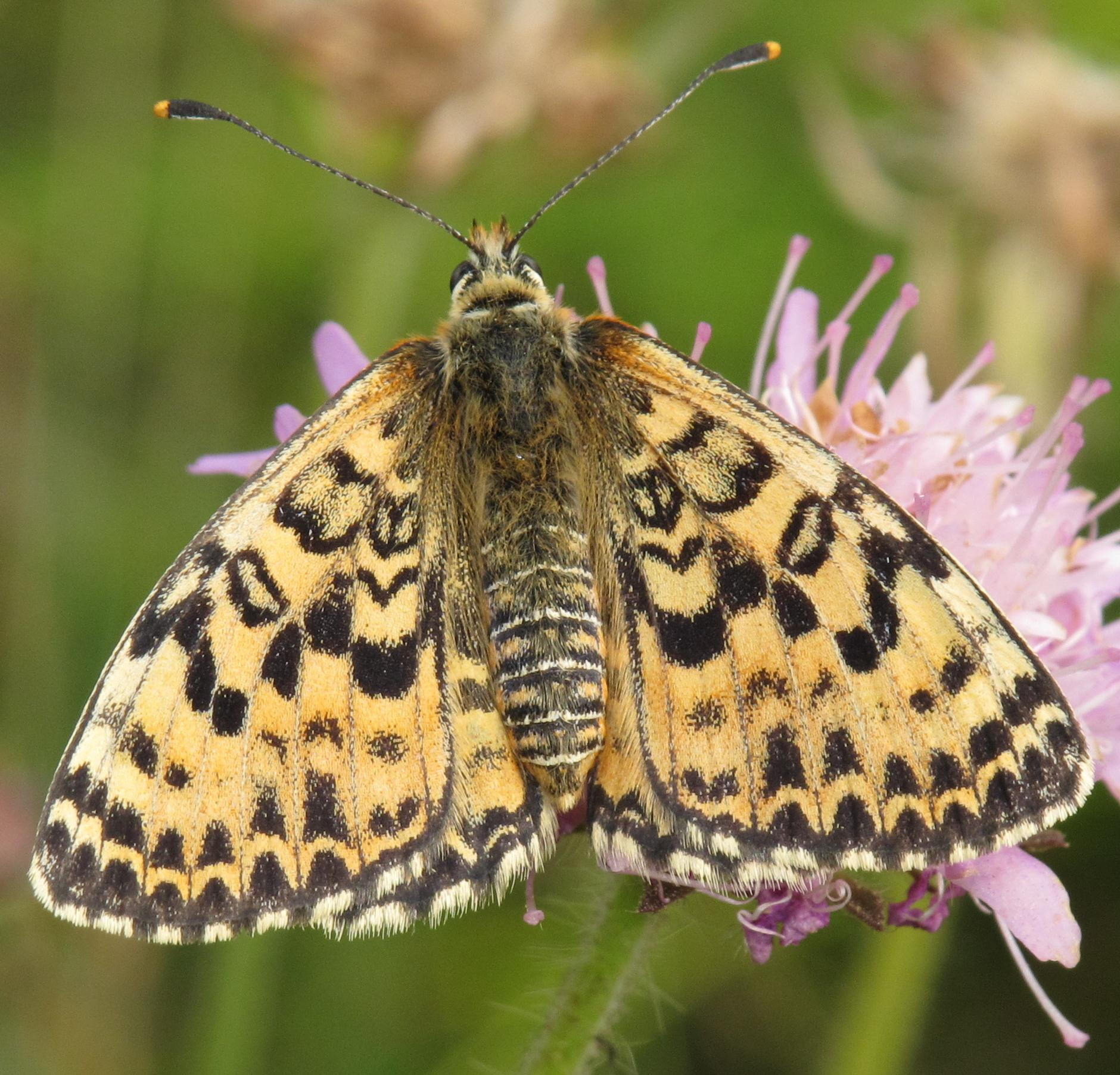
A nőstény szárnyának alapszíne fakó

- Melitaea didyma ssp. didyma (törzsváltozat) — szárnya élénk tűzvörös, fekete rajzolata szabálytalan, a hátsó szárny fonákja krémszínű két narancssárga szalaggal, szegélyén fekete foltocskák sorakoznak.
- Melitaea didyma ssp. ambra
- Melitaea didyma ssp. austria,
- Melitaea didyma ssp. carminea
- Melitaea didyma ssp. chimaera
- Melitaea didyma ssp. crasnensis — szárnyának fonákja sötétebb, több rajzolattal
- Melitaea didyma ssp. meridionalis — dél-európai
- Melitaea didyma ssp. turkestanica

## Rokon fajok
Legközelebbi rokona a kis tarkalepke (Melitaea trivia).